# تکن تگ تورنومنت
تکن تگ تورنومنت (به انگلیسی: Tekken Tag Tournament) (که به‌طور مختصر به TTT معروف است)، یک بازی ویدئویی به سبک مبارزه‌ای که نسخهٔ ارتقا داده شدهٔ تکن ۳ و چهارمین بخش از مجموعه بازی‌های مبارزه‌ای تکن به‌شمار می‌رود، اما از نظره قانونی جزوه داستان سری تکن به حساب نمی‌آید و این فرصتی بود برای شرکت نامکو تا تمام کاراکترهای قدیمی که در تکن ۳ حضور نداشتن را در این بازی جمع کند. تکن تگ تورنومنت ابتدا در سال ۱۹۹۹ بر روی دستگاه بازی آرکید و سپس در سال ۲۰۰۰ برای کنسول پلی‌استیشن ۲ منتشر شد. نسخه با گرافیک اچ‌دی آن در نوامبر ۲۰۱۱ به عنوان یکی از قسمت‌های تکن هایبرید در کنار فیلم پویانمایی سه‌بعدی تکن: انتقام خون و نسخه دمو بازی تکن تگ تورنومنت ۲ که شامل ۴ شخصیت قابل بازی بود، برای کنسول پلی‌استیشن ۳ منتشر شده‌است.

## روند بازی
تکن تگ تورنومنت، اولین نسخه از تکن بر روی کنسول پلی‌استیشن ۲، با خصوصیاتی شامل جزئیات گرافیکی وسیع و پیشرفت کیفیت صدا بود. بازی دارای مودهای مختلفی از جمله موده تگ، موده یک به یک که بازیباز می‌تواند فقط یک مبارز انتخاب کند، مبارزه تیمی که بازیباز قادر به انتخاب یک تا هشت مبارز می‌باشد که به هنگام شکست، مبارز جدید جایگزین او می‌شود، همچنین دارای موده تکن بولینگ است که در آن نیز هر شخصیت دارای قدرت و دقت مختصر به خود می‌باشد. بر خلاف دیگر بازی‌های مبارزه‌ای با قابلیت تگ، تنها اگر تمام درجه سلامتی یکی از شخصیت‌ها به انتها برسد بازیکن شکست می‌خورد، بنابراین بازیکن به یک برنامه‌ریزی دقیق برای تعویض بین دو شخصیت نیاز دارد.
بازی دارای بیش از ۳۵ شخصیت است که همه آن‌ها در نسخه‌های پیشین حضور داشتند. ناشناخته به عنوان غول آخر در بازی وجود دارد که مانند موکوجین می‌تواند سبک مبارزه خود را تغییر دهد با این تفاوت که او در حین بازی نیز قادر به تغییر سبک مبارزه خود است.

## داستان
تکن تگ تورنومنت، از نظره قانونی دارای داستان نمی‌باشد و بیشتر به خاطر گرد آوردن تمام شخصیت‌ها برای طرفداران و فرصت به آن‌ها تا بتوانند با تمام شخصیت‌هایی که در مجموعه تکن حضور داشتند شامل آن‌هایی که حتی در داستان اصلی تکن کشته شده بودند بازی کنند.

## شخصیت‌ها
شخصیت‌های بازی شامل ترکیبی از نسخه‌های قبلی مجموعه تکن است که تقریباً از قسمت اول تا تکن ۳ می‌باشد. شکل ظاهری و حرکات تمام شخصیت‌های قبلی در این نسخه بهبود پیدا کرده‌است. دو شخصیت جدید به نام‌های تتسوجین (که حالت آهنی موکوجین است) و ناشناخته (آناون) زنی مرموز که توسط یک گرگ که شیطان جنگل است کنترل می‌شود و به عنوان غول آخر در آخرین مرحله است، به بازی اضافه شدند که اگرچه حرکات مخصوصی ندارند و فنون مبارزان دیگر را تقلید می‌کنند. این دو شخصیت به ندرت در نسخه‌های بعدی ظاهر شدند، به غیر از حضور ناشناخته باز هم به عنوان غول آخر در نسخه تگ تورنومنت ۲ و در طرف دیگر تتسوجین که به عنوان غول آخر در تکن رولوشن حضور دارد.
تنها شخصیت‌های غایبی که در تکن تگ حضور نداشتند اما در نسخه‌های قبلی سری تکن حضور داشتند شامل: اولین جک روبات، کینگ ۱، اولین کوما، مارشال لا، دکتر بوسکونوویچ و گون هستند. اگرچه دکتر بوسکنوویچ یک حضور کم رنگ در موده بولینگ تکن دارد.

### شخصیت‌های برگشته
- هیهاچی میشیما
- پال فینکس
- یوشیمیتسو
- نینا ویلیامز
- کینگ
- میشل چانگ
- آرمور کینگ
- گنریو
- آنا ویلیامز
- ری اوران
- جون کازاما
- بک دو سان
- ادی گوردو
- هائورانگ
- لینگ شائویو
- جین کازاما
- برایان فیوری
- فورست لا
- جولیا چنگ
- گان جک
- کونیمیتسو (باز شدنی)
- بروس اروین (باز شدنی)
- جک ۲ (باز شدنی)
- لی چاوولان (باز شدنی)
- ونگ جینری (باز شدنی)
- راجر (باز شدنی)
- الکس (باز شدنی)
- کوما جی. آر (باز شدنی)
- پاندا (باز شدنی)
- کازویا میشیما (باز شدنی)
- اوگر (باز شدنی)
- ترو اوگر (باز شدنی)
- پروتوتایپ جک (باز شدنی)
- موکوجین (باز شدنی)
- دویل (باز شدنی)
- انجل (باز شدنی، به عنوان یکی از لباس‌های دویل است)
- تایگر جکسون (باز شدنی، به عنوان یکی از لباس‌های ادی گوردو است)

### شخصیت‌های جدید
- تتسوجین (باز شدنی)
- ناشناخته (باز شدنی)

## نکته‌های بازی
- اگر بازیکن کازویا و دویل را در یک تیم دو نفره انتخاب کند، در هنگام تعویض کازویا درجا تبدیل به دویل می‌شود به جای اینکه یک کاراکتر بیرون رود.
- مقدار درجه سلامتی شخصیت‌ها افزایش یافته‌است.
- آزاد کردن تتسوجین طلایی، ۱۰ بار یا بیشتر در موده "Versus" برنده شوید و دفعهٔ بعد وقتی تتسوجین را انتخاب کنید او تبدیل به تتسوجین طلایی می‌شود.
- عوض کردن سبک مبارزهٔ شخصیت ناشناخته بدون عوض کردن هم تیمی، آنالوگ سمت راست را بدون جهت دادن به داخل فشار دهید.
- لینگ شائویو دارای یک لباس مخفی اضافه می‌باشد که فقط در انتخاب تصادفی قابل مشاهده است، این لباس نسخه سبز رنگ لباس انتخابی با کلیدهای مربع و مثلث است.

## تقدیرات
| گردآورنده  | امتیاز |
| ---------- | ------ |
| گیم‌رنکینگز | ۸۵٫۷۵٪ |
| متاکریتیک  | ۸۵/۱۰۰ |

| ناشر         | امتیاز |
| ------------ | ------ |
| فامیتسو      | ۳۸/۴۰  |
| گیم اینفورمر | ۸٫۵/۱۰ |
| گیم‌پرو       | ۴٫۵/۵  |
| گیم‌اسپات     | ۹٫۶/۱۰ |
| گیم‌اسپای     | ۹۱/۱۰۰ |
| آی‌جی‌ان       | ۸٫۷/۱۰ |
| ام! گیمز     | ۸۹/۱۰۰ |

تکن تگ تورنومنت نقدهای مثبتی از طرف منتقدان شده بود. وبگاه گیم‌اسپات امتیاز ۹٫۶ از ۱۰ و آی‌جی‌ان ۸٫۷ از ۱۰ را به این بازی داده‌اند و گرافیک و حرکات کاراکترها را در بازی مورده تحسین قرار دادند.. تکن تگ همچنین با جمع کل امتیاز ۸۵٫۷۵٪ در سایت گیم‌رنکینگز قرار دارد.
در سال ۲۰۰۷، آی‌جی‌ان تکن تگ را در لیست بیست و سومین بازی برتر بر روی پلی‌استیشن ۲ قرار داد.